# ایزو ۶۳۹
ایزو ۶۳۹ (ISO 639) مجموعه‌ای از استانداردهای بین‌المللی است که کدهای کوتاه برای زبان‌ها را فهرست می‌کند.
این نام، همچنین نام استاندارد اولیه‌ای است (با عنوان ISO 639/R) که در سال ۱۹۶۷ تأیید و در سال ۲۰۰۲ کنار گذاشته شد.
در این استاندار زبان فارسی fas یا per است